# 8 Kamska Dywizja Strzelecka
8 Kamska Dywizja Strzelecka (ros. 8-я Камская стрелковая дивизия) – związek taktyczny piechoty Białych na Syberii podczas wojny domowej w Rosji
30 września 1918 r. na bazie różnych oddziałów wojskowych Frontu Kamsko-Bujskiego została sformowana Zbiorcza Ufimska Dywizja Strzelecka. Dowódcą został płk (gen. mjr) Pronin. Funkcję szefa sztabu pełnił rtm. Sobolow. W jej skład weszły też chłopskie oddziały partyzanckie, które przy pomocy Korpusu Czechosłowackiego wyzwoliły latem spod władzy bolszewików prawie całą gubernię ufimską. Przekształcono je w trzy pułki piechoty. Jesienią spośród ochotników został utworzony czwarty pułk. 1 stycznia 1919 r. dywizję przemianowano na 8 Kamską Dywizję Strzelecką. Składała się z: 29 Birskiego Pułku Strzeleckiego, 30 Askinskiego Pułku Strzeleckiego, 31 Sterlitamakskiego Pułku Strzeleckiego, 32 Prikamskiego Pułku Strzeleckiego, 8 Kamskiego Strzeleckiego Dywizjonu Artylerii i Dywizjonu Konnego (powstałego na bazie oddziału partyzanckiego ppłk. Piotra A. Sczegolichina). Liczyła 16-20 tys. żołnierzy. Była jedną z najlepszych jednostek wojskowych armii adm. Aleksandra W. Kołczaka. Weszła w skład II Ufimskiego Korpusu Armijnego. W marcu włączono do niej resztki 8 Permskiej Dywizji Strzeleckiej. W tym czasie uczestniczyła w wiosennej ofensywie przeciwko wojskom bolszewickim, a następnie w walkach obronnych podczas kontrofensywy Armii Czerwonej. Walczyła pod Ufą, Złatoustem, Czelabińskiem i nad Tobołem. Od 2 lipca dywizją dowodził płk (gen. mjr) Fiodor A. Puczkow. W poł. sierpnia podporządkowano ją Ufimskiej Grupie Wojskowej 3 Armii. W walkach pod Krasnojarskiem straciła połowę stanu liczebnego. Od poł. listopada brała udział w tzw. Wielkim Syberyjskim Marszu Lodowym. Po dotarciu do Czyty na pocz. marca 1920 r., resztki dywizji przeformowano w 8 Kamski Pułk Strzelecki. Natomiast konni utworzyli Samodzielny Kamski Dywizjon Kawalerii.